# Переверзєв Олександр Володимирович
Переверзєв Олександр Володимирович (нар. 25 березня 1951, Дніпропетровськ — пом. 27 квітня 2018, Київ) — український хоровий диригент, композитор-аматор, педагог, музично-громадський діяч. Заслужений діяч мистецтв України (2003). Дніпропетровська міська премія імені Андрія Штогаренка (1994). Член Національної всеукраїнської музичної спілки (1991).

## Біографія
Переверзєв Олександр Володимирович народився 25 березня 1951 року у Дніпропетровську. Закінчив диригентсько-хорове відділення Дніпропетровського музичного училища ім. М. І. Глінки (1970, клас А. М. Кулагіна). У 1974 році закінчив Харківський державний інститути культури (клас Інесси Гулеско). Працював керівником вокального ансамблю, вів клас вокалу у Харківському Палаці культури «Світло шахтаря» (1971—1972). Продовжив музичну освіту у Харківському університеті мистецтв (1994; клас Є. Кучерової).
Від 1975 жив у місті Дніпро. У 1975—2011 роках працював в Палаці культури студентів, заснував перший у місті камерний хор «Юність» (1976—2018).
У 1981–1991 роках — художній керівник та  диригент чоловічої капели заводу ім. К. Лібкнехта, хору працівників освіти (1988—1992), хору міської міліції при БК культури УВС (1978—1988), камерного хору «Струни серця» (1991—2004), камерного хору «Хор двох поколінь» викладачів та співробітників Дніпровського національного університету імені Олеся Гончара (1994—2004), Синельниківської народної  хорової капели (1983—1993), народної хорової капели ім. Р. Ролана Придніпровського Будинку науки і техніки залізничників (2003—2016), народного чоловічого вокального ансамблю «Обертон» Національного гірничого університету (2003—2018).
За  багаторічну  творчу  діяльність сім аматорських хорових колективів під орудою О. Перевєрзєва здобули звання «народний». Серед них — камерний хор «Юність» (1983), переможець численних конкурсів (1977, 1980, 1982, 1985,1987,  1990), учасник днів України в Естонії, Латвії, телетурніру «Сонячні  кларнети» (1984, 1987), камерний хор «Струни серця» (1997), чоловічий вокальний ансамбль "Обертон (2007) — лауреат  Всеукраїнських  конкурсів  аматорських художніх колективів (2005, 2007, 2009, 2010). Із Синельниківською народною хоровою капелою гастролював у Болгарії, Румунії, Україні, здобував нагороди на конкурсах і фестивалях (1980, 1982, 1985, 1987, 1990). Зведений хор Дніпропетровського національного університету став  дипломантом ІV конкурсу хорових колективів ім. Миколи Леонтовича (2002).
Водночас був викладачем хорових дисциплін та керівником дитячих хорових колективів: дитячої музичної школи № 1 (1977—2018), Музичного училища (1980—2008), Консерваторії (2006—2010). Серед учнів — С. Ковнір, солісти Дніпровського театру опери та балету І. Бабенко, С. Гаврилов, Н. Єрьоменко.
Хорові колективи Переверзєва гастролювали в країнах Балтії, Болгарії, Грузії та ін. У репертуарі — композиції доби Відродження і раннього Бароко, твори Й.-С. Баха, зразки української хорової класики (Д. Бортнянський, А. Ведель, М. Леонтович, М. Лисенко, К. Стеценко, Д. Січинський), композиторів 20 ст. (Є. Станкович, Л. Колодуб, Р. Стельмащук, В. Іконник, Г. Музическу, З. Паліашвілі), пісні народів світу.
Митець був одним із ініціаторів щорічних музичних проєктів у Дніпрі: Всеукраїнського фестивалю духовних піснеспівів «Від Різдва до Різдва» (від 1993), «Пасхальні піснеспіви» (від 2003).
Голова Асоціації хорових диригентів Дніпропетровської організації Національної всеукраїнської музичної спілки (1999—2018). Автор оригінальних творів, аранжувань та перекладень для хору. Співавтор книг «Дніпропетровська консерваторія», «Митці  Дніпропетровщини», займався журналістикою, висвітлював творчість місцевих музикантів і події музичного життя міста.
Пішов з життя 27 квітня 2018 року під час операції на серці у Києві. Похований у Дніпрі.